# Gli epigoni (Sofocle)
Gli epigoni (o I discendenti) (greco antico: Ἐπίγονοι) è una tragedia perduta di cui restano solo frammenti, scritta dal tragediografo Sofocle nella metà del V secolo a.C..

## Trama
Sofocle s'ispirò, per la stesura della tragedia, ad un poema epico perduto intitolato Gli Epigoni, che trattava il mito degli Epigoni, ovvero i discendenti dei Sette condottieri che presero parte alla guerra scatenata da Polinice contro Tebe.

Da recenti scoperte papiracee, comunque, sembra che il dramma riprendesse il tema eschileo del matricidio, presentando Alcmeone che, per vendicare il padre Anfiarao, uccideva la madre Erifile, venendo a discussione con lo zio Adrasto.